# Женский, Иосиф Адольфович
Иосиф Адольфович Женский (1920, с. Каменка, Заславский уезд, Волынская губерния — 1 декабря 1994, с. Петровка, Красноармейский район, Кокшетауская область, Казахстан) — советский механизатор, Герой Социалистического Труда (1951).

## Биография
Родился в 1920 году в селе Каменка Заславского уезда Волынской губернии (ныне — Славутский район Хмельницкой области Украины).
В 1936 году прибыл в Северо-Казахстанскую область и начал работать в селе Вишнёвка разнорабочим, с 1943 года — механизатор Красноармейской МТС.
В 1950 году во время уборочной за 35 дней намолотил на комбайне «Сталинец-1» 7768 центнера зерновых и 90 центнеров семян трав. Указом Президиума Верховного Совета СССР от 21 августа 1951 года удостоен звания Героя Социалистического Труда за «достижение высоких показателей на уборке о обмолоте зерновых культур и семян трав» с вручением ордена Ленина и золотой медали «Серп и Молот» (№ 6649).
Этим же указом званием Героя Социалистического Труда был награждён комбайнёр Красноармейской МТС Степан Антонович Иванов.
С 1961 года работал мастером по ремонту техники Красноармейской ремонтной мастерской.
С 1980 года — на пенсии. С 1991 года проживал в селе Петровка.
Скончался 1 декабря 1994 года, похоронен на кладбище села Петровка.